# Eleições autárquicas portuguesas de 1993 no distrito de Viana do Castelo
| Eleições autárquicas portuguesas de 1993 Distritos: Aveiro \| Beja \| Braga \| Bragança \| Castelo Branco \| Coimbra \| Évora \| Faro \| Guarda \| Leiria \| Lisboa \| Portalegre \| Porto \| Santarém \| Setúbal \| Viana do Castelo \| Vila Real \| Viseu \| Açores \| Madeira |

## Resultados por concelho
Os resultados nos concelhos do distrito de Viana do Castelo foram os seguintes:

### Arcos de Valdevez
| Partido                 | Partido                        | Votos  | %               | +/-   | Vereadores | +/-     |
| ----------------------- | ------------------------------ | ------ | --------------- | ----- | ---------- | ------- |
|                         | Partido Social Democrata       | 10 032 | 64,07 / 100,00  | 12,27 | 6 / 7      | 2       |
|                         | Partido Socialista             | 3 013  | 19,24 / 100,00  | 12,61 | 1 / 7      | 2       |
|                         | Partido Popular                | 1 194  | 7,63 / 100,00   | 1,23  | 0 / 7      | Estável |
|                         | Coligação Democrática Unitária | 793    | 5,06 / 100,00   | 1,67  | 0 / 7      | Estável |
| Votos Inválidos         | Votos Inválidos                | 627    | 4,00 / 100,00   | 0,11  |            |         |
| Total                   | Total                          | 15 659 | 100,00 / 100,00 |       | 7 / 7      |         |
| Eleitorado/Participação | Eleitorado/Participação        | 25 877 | 60,51 / 100,00  | 1,51  |            |         |

### Caminha
| Partido                 | Partido                        | Votos  | %               | +/-   | Vereadores | +/-     |
| ----------------------- | ------------------------------ | ------ | --------------- | ----- | ---------- | ------- |
|                         | Partido Socialista             | 4 895  | 46,28 / 100,00  | 12,70 | 4 / 7      | 1       |
|                         | Partido Social Democrata       | 4 694  | 44,38 / 100,00  | 17,97 | 3 / 7      | 1       |
|                         | Coligação Democrática Unitária | 695    | 6,57 / 100,00   | 4,23  | 0 / 7      | Estável |
| Votos Inválidos         | Votos Inválidos                | 294    | 2,78 / 100,00   | 1,02  |            |         |
| Total                   | Total                          | 10 578 | 100,00 / 100,00 |       | 7 / 7      |         |
| Eleitorado/Participação | Eleitorado/Participação        | 14 090 | 75,07 / 100,00  | 6,06  |            |         |

### Melgaço
| Partido                 | Partido                        | Votos  | %               | +/-  | Vereadores | +/-     |
| ----------------------- | ------------------------------ | ------ | --------------- | ---- | ---------- | ------- |
|                         | Partido Socialista             | 4 146  | 65,65 / 100,00  | 0,01 | 5 / 7      | Estável |
|                         | Partido Social Democrata       | 1 738  | 27,52 / 100,00  | 5,15 | 2 / 7      | Estável |
|                         | Coligação Democrática Unitária | 149    | 2,36 / 100,00   | 0,86 | 0 / 7      | Estável |
| Votos Inválidos         | Votos Inválidos                | 282    | 4,47 / 100,00   | 0,60 |            |         |
| Total                   | Total                          | 6 315  | 100,00 / 100,00 |      | 7 / 7      |         |
| Eleitorado/Participação | Eleitorado/Participação        | 11 086 | 56,96 / 100,00  | 3,40 |            |         |

### Monção
| Partido                 | Partido                        | Votos  | %               | +/-  | Vereadores | +/-     |
| ----------------------- | ------------------------------ | ------ | --------------- | ---- | ---------- | ------- |
|                         | Partido Social Democrata       | 5 690  | 43,49 / 100,00  | 8,25 | 3 / 7      | Estável |
|                         | Partido Socialista             | 3 363  | 25,70 / 100,00  | 5,96 | 2 / 7      | Estável |
|                         | Partido Popular                | 3 229  | 24,68 / 100,00  | 2,04 | 2 / 7      | Estável |
|                         | Coligação Democrática Unitária | 296    | 2,26 / 100,00   | 0,53 | 0 / 7      | Estável |
| Votos Inválidos         | Votos Inválidos                | 506    | 3,86 / 100,00   | 0,61 |            |         |
| Total                   | Total                          | 13 084 | 100,00 / 100,00 |      | 7 / 7      |         |
| Eleitorado/Participação | Eleitorado/Participação        | 20 302 | 64,45 / 100,00  | 1,36 |            |         |

### Paredes de Coura
| Partido                 | Partido                        | Votos | %               | +/-  | Vereadores | +/-     |
| ----------------------- | ------------------------------ | ----- | --------------- | ---- | ---------- | ------- |
|                         | Partido Socialista             | 3 446 | 53,89 / 100,00  | 3,03 | 3 / 5      | Estável |
|                         | Partido Social Democrata       | 2 336 | 36,53 / 100,00  | 1,59 | 2 / 5      | Estável |
|                         | Partido Popular                | 253   | 3,96 / 100,00   | 0,25 | 0 / 5      | Estável |
|                         | Coligação Democrática Unitária | 105   | 1,64 / 100,00   | 2,64 | 0 / 5      | Estável |
| Votos Inválidos         | Votos Inválidos                | 254   | 3,97 / 100,00   | 0,94 |            |         |
| Total                   | Total                          | 6 394 | 100,00 / 100,00 |      | 5 / 5      |         |
| Eleitorado/Participação | Eleitorado/Participação        | 9 488 | 67,39 / 100,00  | 3,99 |            |         |

### Ponte da Barca
| Partido                 | Partido                        | Votos  | %               | +/-   | Vereadores | +/-     |
| ----------------------- | ------------------------------ | ------ | --------------- | ----- | ---------- | ------- |
|                         | Partido Social Democrata       | 4 685  | 54,28 / 100,00  | 13,08 | 4 / 7      | 1       |
|                         | Partido Socialista             | 3 609  | 41,81 / 100,00  | 7,95  | 3 / 7      | 1       |
|                         | Partido Popular                | 99     | 1,15 / 100,00   | 3,84  | 0 / 7      | Estável |
|                         | Coligação Democrática Unitária | 88     | 1,02 / 100,00   | 0,44  | 0 / 7      | Estável |
| Votos Inválidos         | Votos Inválidos                | 150    | 1,74 / 100,00   | 0,85  |            |         |
| Total                   | Total                          | 8 631  | 100,00 / 100,00 |       | 7 / 7      |         |
| Eleitorado/Participação | Eleitorado/Participação        | 11 903 | 72,51 / 100,00  | 0,69  |            |         |

### Ponte de Lima
| Partido                 | Partido                        | Votos  | %               | +/-  | Vereadores | +/-     |
| ----------------------- | ------------------------------ | ------ | --------------- | ---- | ---------- | ------- |
|                         | Partido Popular                | 12 476 | 45,70 / 100,00  | 0,30 | 4 / 7      | Estável |
|                         | Partido Social Democrata       | 10 300 | 37,73 / 100,00  | 1,98 | 3 / 7      | Estável |
|                         | Partido Socialista             | 2 419  | 8,86 / 100,00   | 0,73 | 0 / 7      | Estável |
|                         | Coligação Democrática Unitária | 1 037  | 3,80 / 100,00   | 0,71 | 0 / 7      | Estável |
|                         | Partido Popular Monárquico     | 269    | 0,99 / 100,00   | -    | 0 / 7      | -       |
| Votos Inválidos         | Votos Inválidos                | 796    | 2,91 / 100,00   | 0,15 |            |         |
| Total                   | Total                          | 27 297 | 100,00 / 100,00 |      | 7 / 7      |         |
| Eleitorado/Participação | Eleitorado/Participação        | 36 036 | 75,75 / 100,00  | 0,82 |            |         |

### Valença
| Partido                 | Partido                        | Votos  | %               | +/-  | Vereadores | +/-     |
| ----------------------- | ------------------------------ | ------ | --------------- | ---- | ---------- | ------- |
|                         | Partido Social Democrata       | 3 727  | 44,95 / 100,00  | 6,62 | 4 / 7      | Estável |
|                         | Partido Popular                | 2 288  | 27,59 / 100,00  | 1,45 | 2 / 7      | Estável |
|                         | Partido Socialista             | 1 693  | 20,42 / 100,00  | 3,28 | 1 / 7      | Estável |
|                         | Coligação Democrática Unitária | 214    | 2,58 / 100,00   | 0,75 | 0 / 7      | Estável |
| Votos Inválidos         | Votos Inválidos                | 370    | 4,46 / 100,00   | 1,15 |            |         |
| Total                   | Total                          | 8 292  | 100,00 / 100,00 |      | 7 / 7      |         |
| Eleitorado/Participação | Eleitorado/Participação        | 12 047 | 68,83 / 100,00  | 0,48 |            |         |

### Viana do Castelo
| Partido                 | Partido                        | Votos  | %               | +/-  | Vereadores | +/-     |
| ----------------------- | ------------------------------ | ------ | --------------- | ---- | ---------- | ------- |
|                         | Partido Socialista             | 16 989 | 35,46 / 100,00  | 4,56 | 4 / 9      | 1       |
|                         | Partido Social Democrata       | 16 724 | 34,90 / 100,00  | 6,49 | 3 / 9      | 2       |
|                         | Partido Popular                | 6 643  | 13,86 / 100,00  | 6,56 | 1 / 9      | 1       |
|                         | Coligação Democrática Unitária | 5 271  | 11,00 / 100,00  | 1,11 | 1 / 9      | Estável |
|                         | Movimento Partido da Terra     | 480    | 1,00 / 100,00   | Novo | 0 / 9      | Novo    |
| Votos Inválidos         | Votos Inválidos                | 1 806  | 3,77 / 100,00   | 0,06 |            |         |
| Total                   | Total                          | 47 913 | 100,00 / 100,00 |      | 9 / 9      |         |
| Eleitorado/Participação | Eleitorado/Participação        | 70 962 | 67,52 / 100,00  | 1,46 |            |         |

### Vila Nova de Cerveira
| Partido                 | Partido                        | Votos | %               | +/-  | Vereadores | +/-     |
| ----------------------- | ------------------------------ | ----- | --------------- | ---- | ---------- | ------- |
|                         | Partido Socialista             | 3 742 | 60,18 / 100,00  | 8,21 | 3 / 5      | Estável |
|                         | Partido Social Democrata       | 2 264 | 36,41 / 100,00  | 2,64 | 2 / 5      | Estável |
|                         | Coligação Democrática Unitária | 53    | 0,85 / 100,00   | 1,16 | 0 / 5      | Estável |
|                         | Partido Renovador Democrático  | 51    | 0,82 / 100,00   | 2,67 | 0 / 5      | Estável |
| Votos Inválidos         | Votos Inválidos                | 108   | 1,73 / 100,00   | 1,75 |            |         |
| Total                   | Total                          | 6 218 | 100,00 / 100,00 |      | 5 / 5      |         |
| Eleitorado/Participação | Eleitorado/Participação        | 7 894 | 78,77 / 100,00  | 5,57 |            |         |